# Edy Toscano
Edy Toscano (* 20. März 1927; † 12. November 2018) war ein Schweizer Bauingenieur.

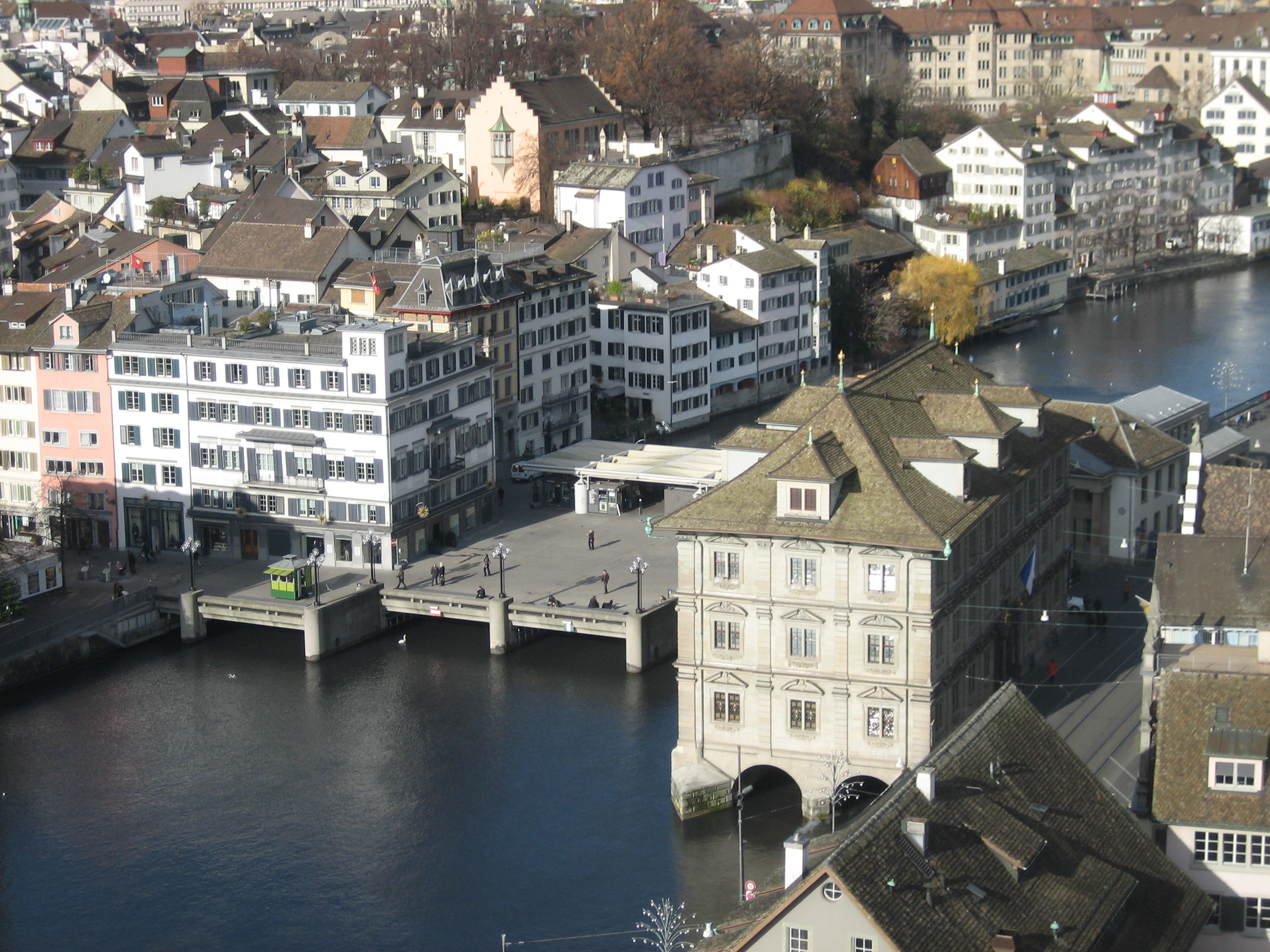
Rathausbrücke, Zürich

## Werdegang
Von 1959 bis 1962 arbeitete Toscano zusammen mit Dialma Jakob Bänziger. Edy Toscano AG wurde übernommen von AFRY.
Die Abdankung von Edy Toscano fand in der reformierten Kirche Effretikon von Ernst Gisel statt.

## Bauwerke

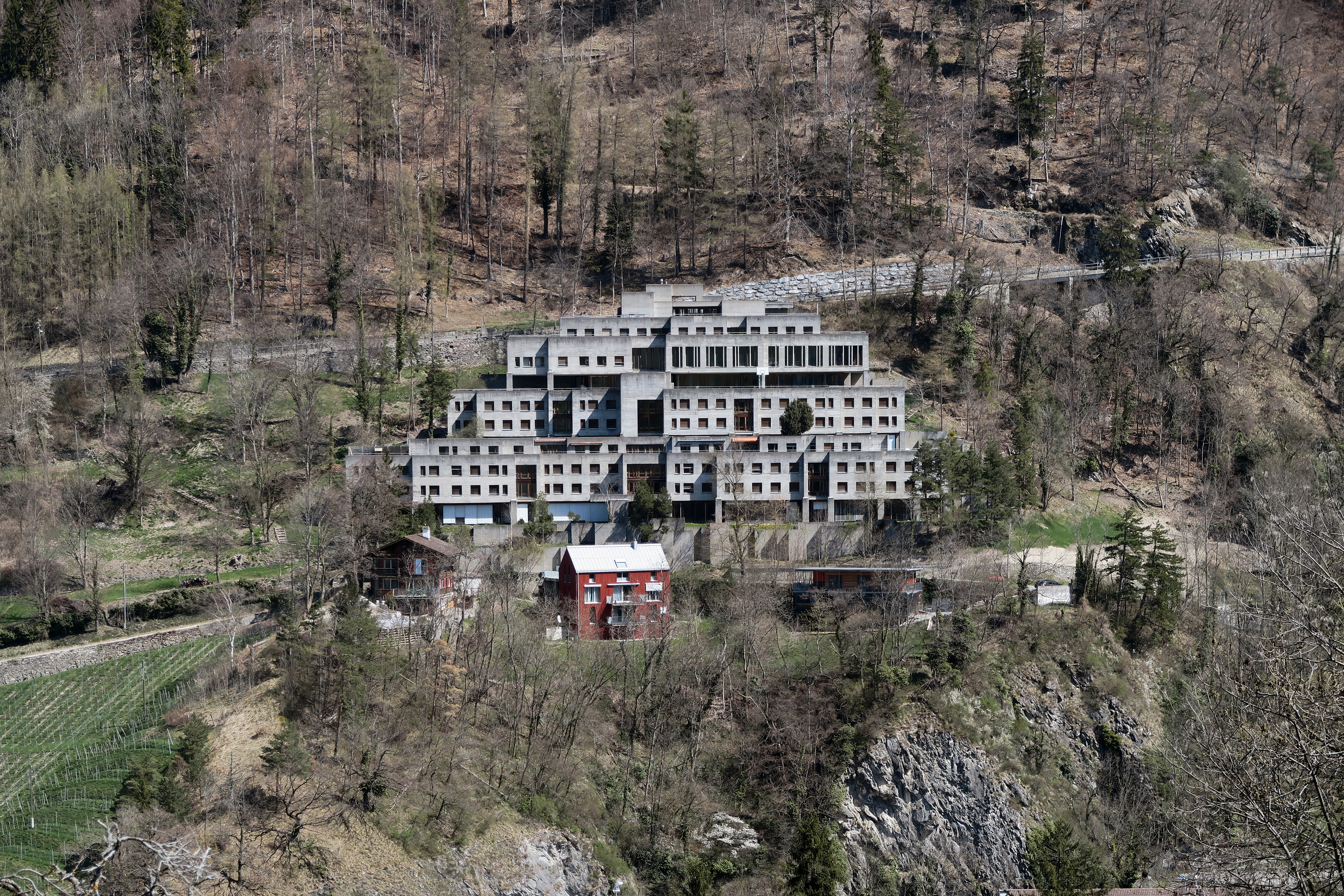
Konvikt der Bündner Kantonsschule, Chur

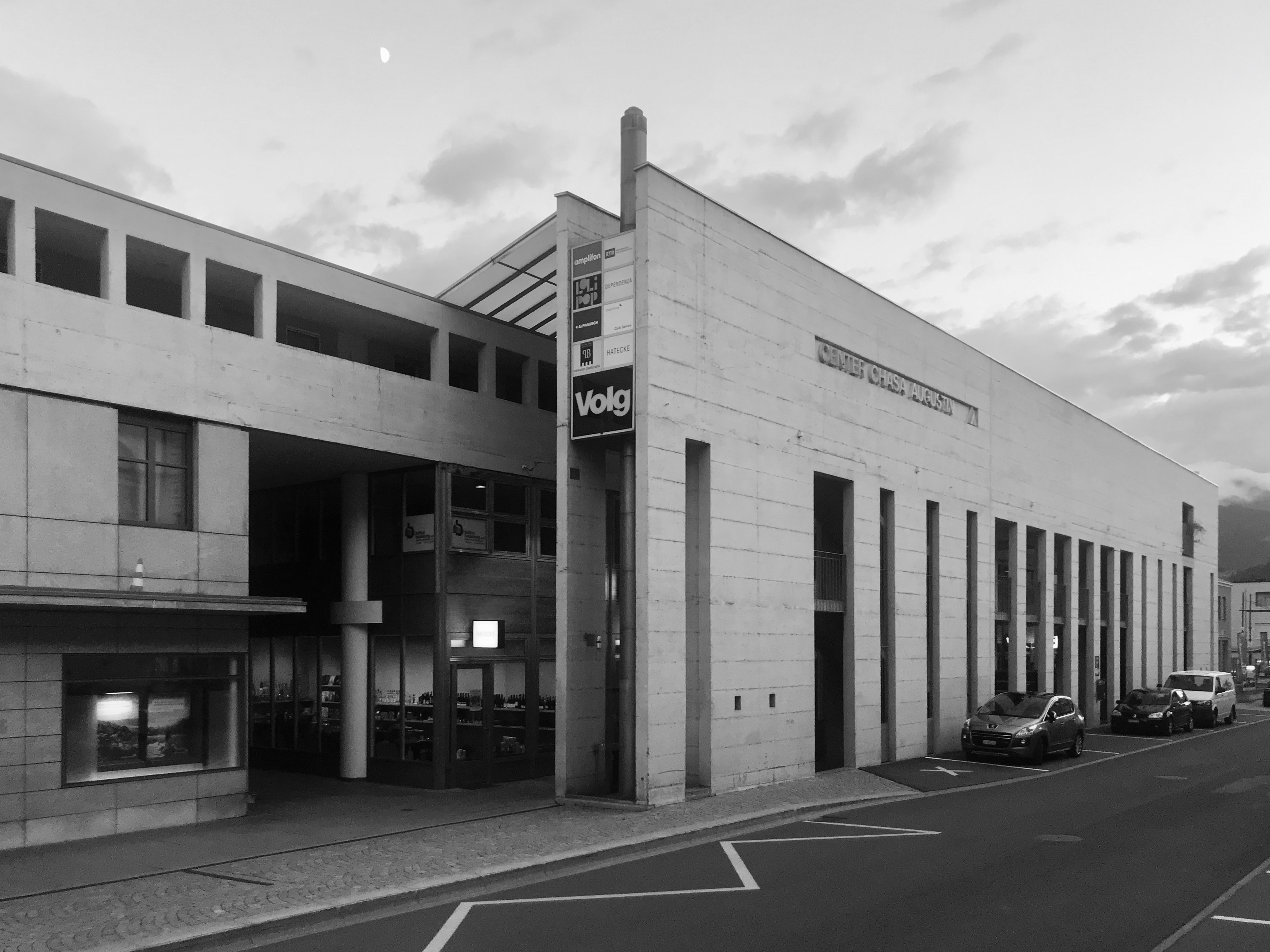
Center Chasa Augustin, Scuol

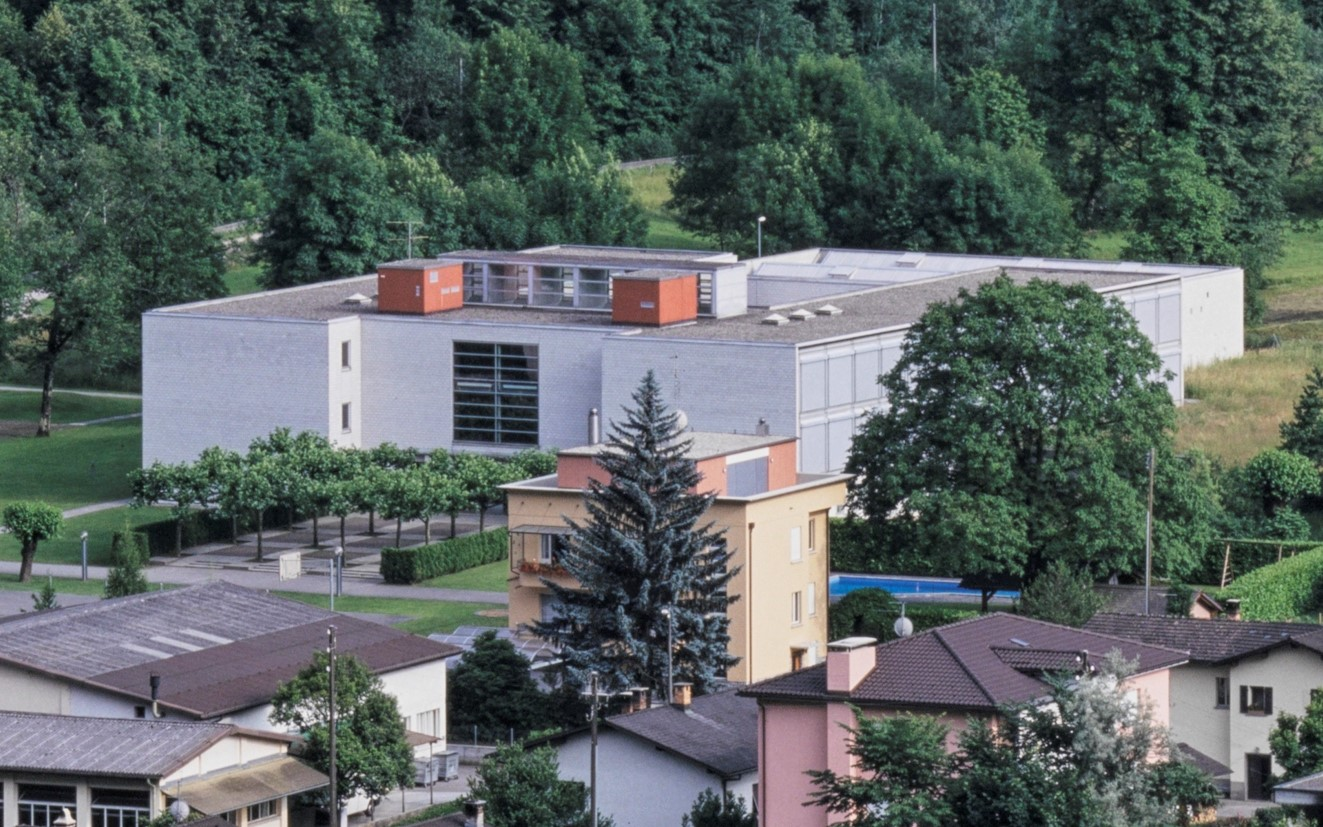
Schulhaus Mondan, Roveredo

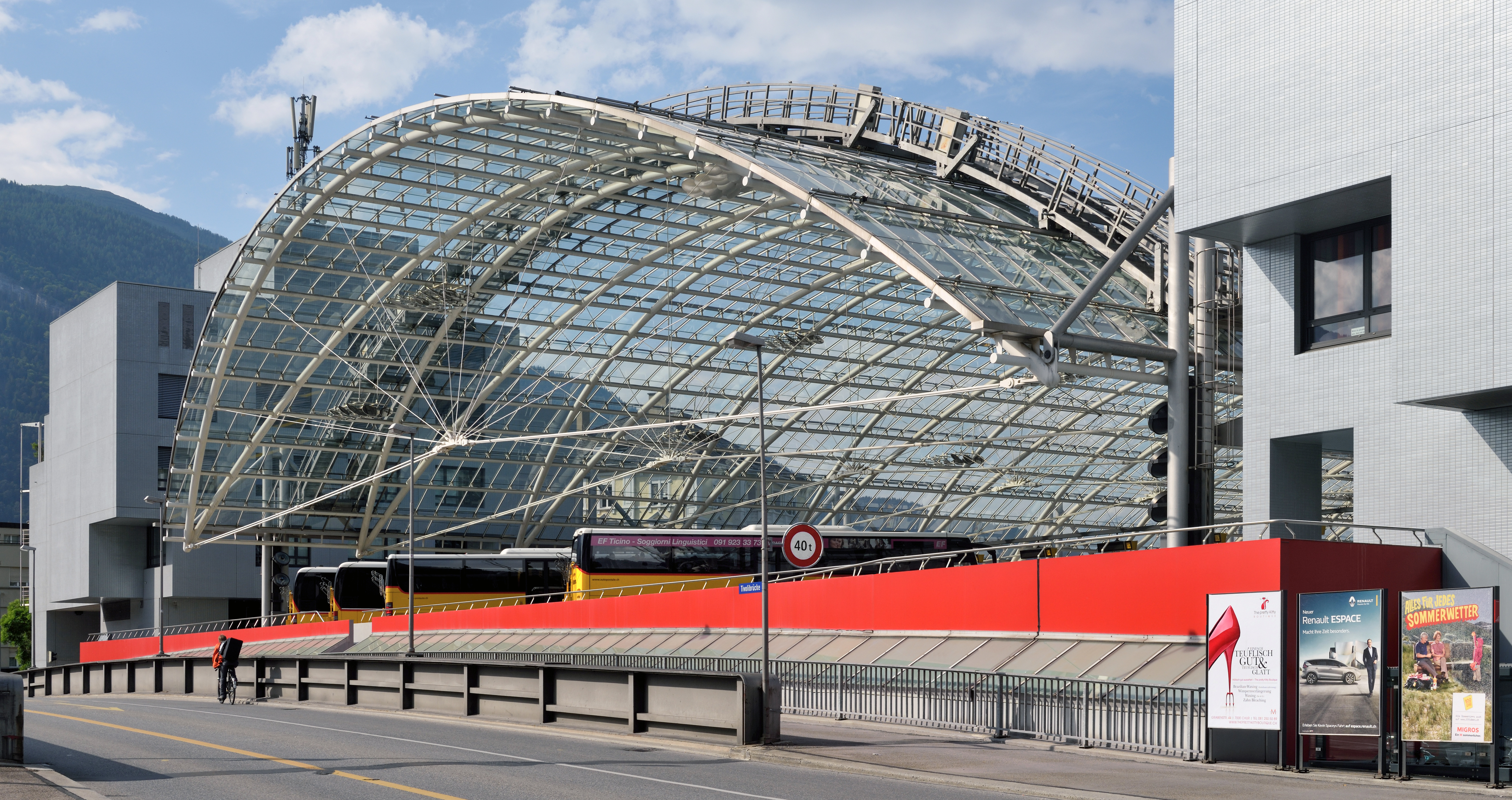
PTT-Bauten Bahnhof, Chur

- 1963–1968: Oberstufenschulanlage “Watt”, Effretikon (Architekt: Manuel Pauli)[2]
- 1967–1969: Konvikt der Bündner Kantonsschule, Chur (Architekt: Glaus & Lienhard)[3]
- 1969–1971: Hotel Hauser, St. Moritz (Architekt: Robert Obrist)[4][5]
- 1972–1973: Rathausbrücke, Zürich (Architekt: Manuel Pauli)
- 1977–1980: Ferienwohnanlage, Scuol (Architekt: Max Kasper)
- 1977–1982: Primarschule Castaneda (Architekt: Max Kasper)[6]
- 1984–1986: Center Chasa Augustin, Scuol (Architekt: Beat Consoni)[7]
- 1985–1986: Farmhaus, Plaun da Lej (Architekt: Renato Maurizio und Marcel Koller)
- 1985–1987: Schulhaus Mondan, Roveredo (Architekt: Fausto Censi und Fausto Chiaverio)
- 1988–1990: Kapelle Nostra Signora di Fatima, Fraktion Giova-Buseno (Architekt: Franco Pessina und Mario Campi)[8]
- 1980–1994: PTT-Bauten Bahnhof, Chur (Architekt: Richard Brosi und Robert Obrist)[9]
- 1997: Unterwerk Albanatscha, Silvaplana (Architekt: Hans-Jörg Ruch)[10]
- 2002: Haus Raselli-Kalt, Poschiavo (Architekt: Conradin Clavuot)[11]
- 2007–2009: Wohnhaus - Stallumnutzung, Soglio (Architekt: Armando Ruinelli)[12]
- 2008–2012: Alterssiedlung Bodmer, Chur (Architekt: Pfister Schiess Tropeano)[13]
- 2008–2013: Umbau „Chesa Gabriel“, Samedan (Architekt: Corinna Menn)

## Auszeichnungen und Preise
- mehrere Auszeichnungen für gute Bauten Graubünden

## Mitarbeiter
- Hansjörg Trachsel